# 长春站站
长春站站是一个位于中华人民共和国吉林省长春市宽城区人民大街、辽宁路、汉口大街与胜利大街交叉口长春站南广场的轨道交通车站，属于长春轨道交通1号线与3号线的换乘车站。

## 车站构造

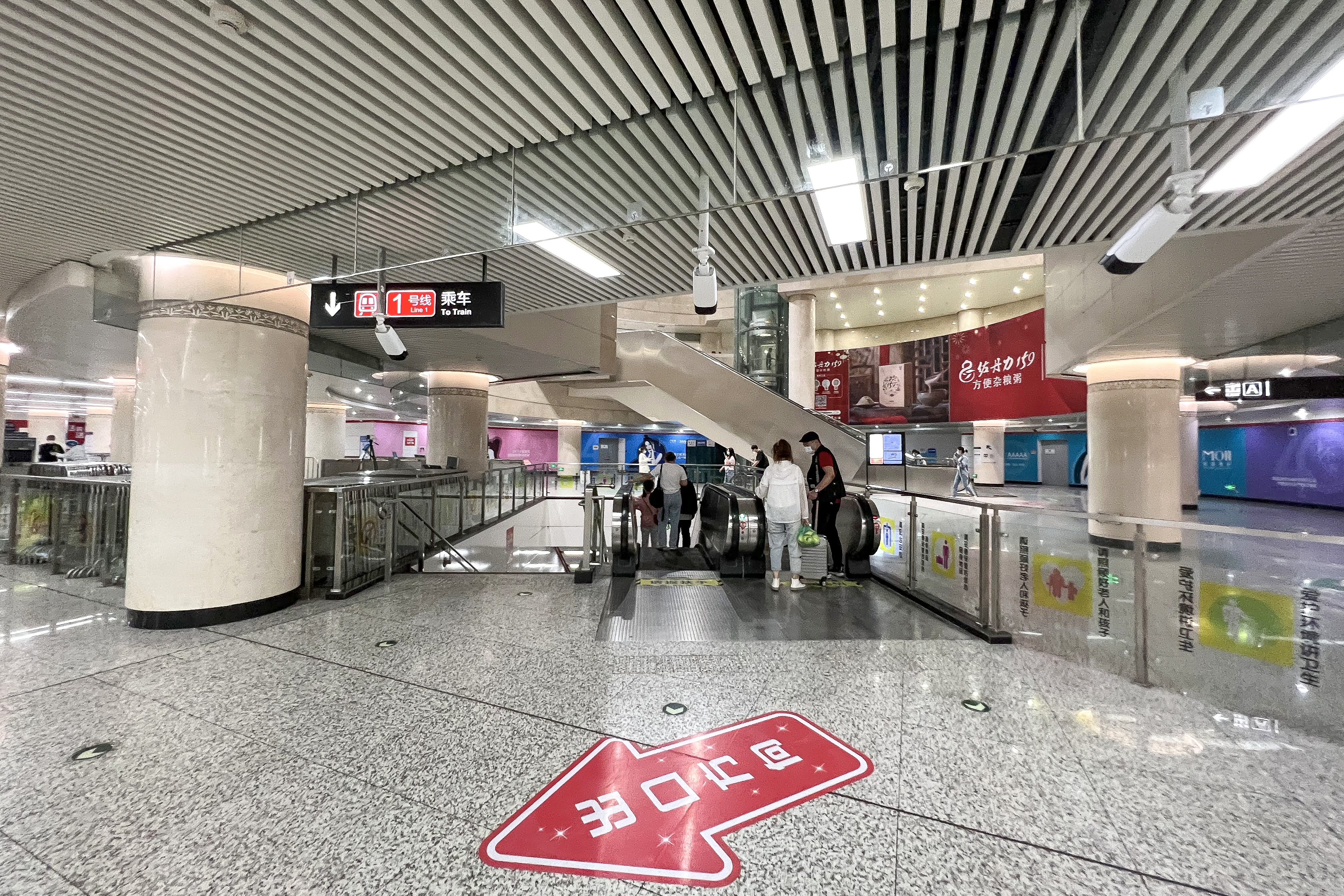
1号线站厅

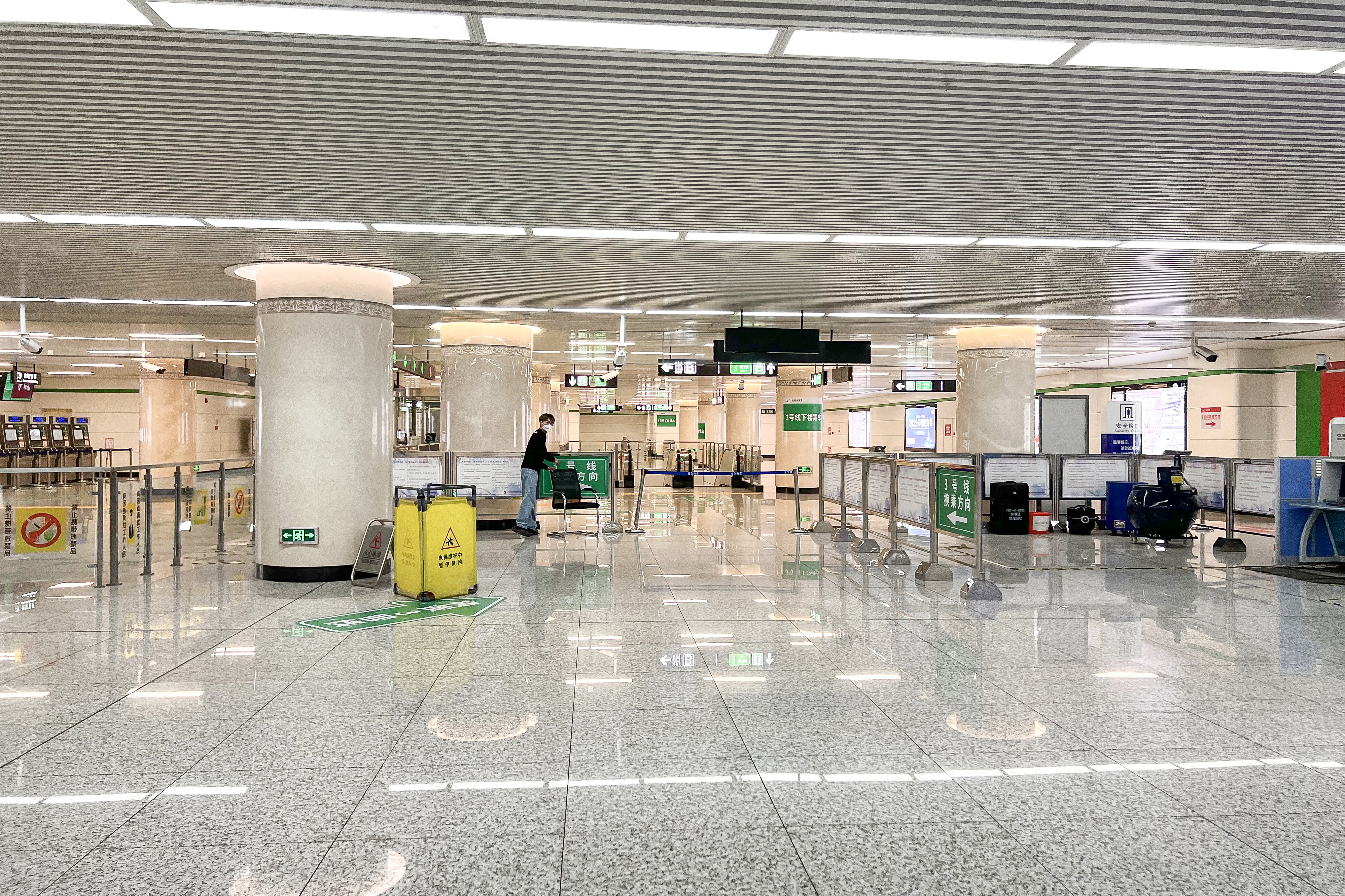
3号线站厅

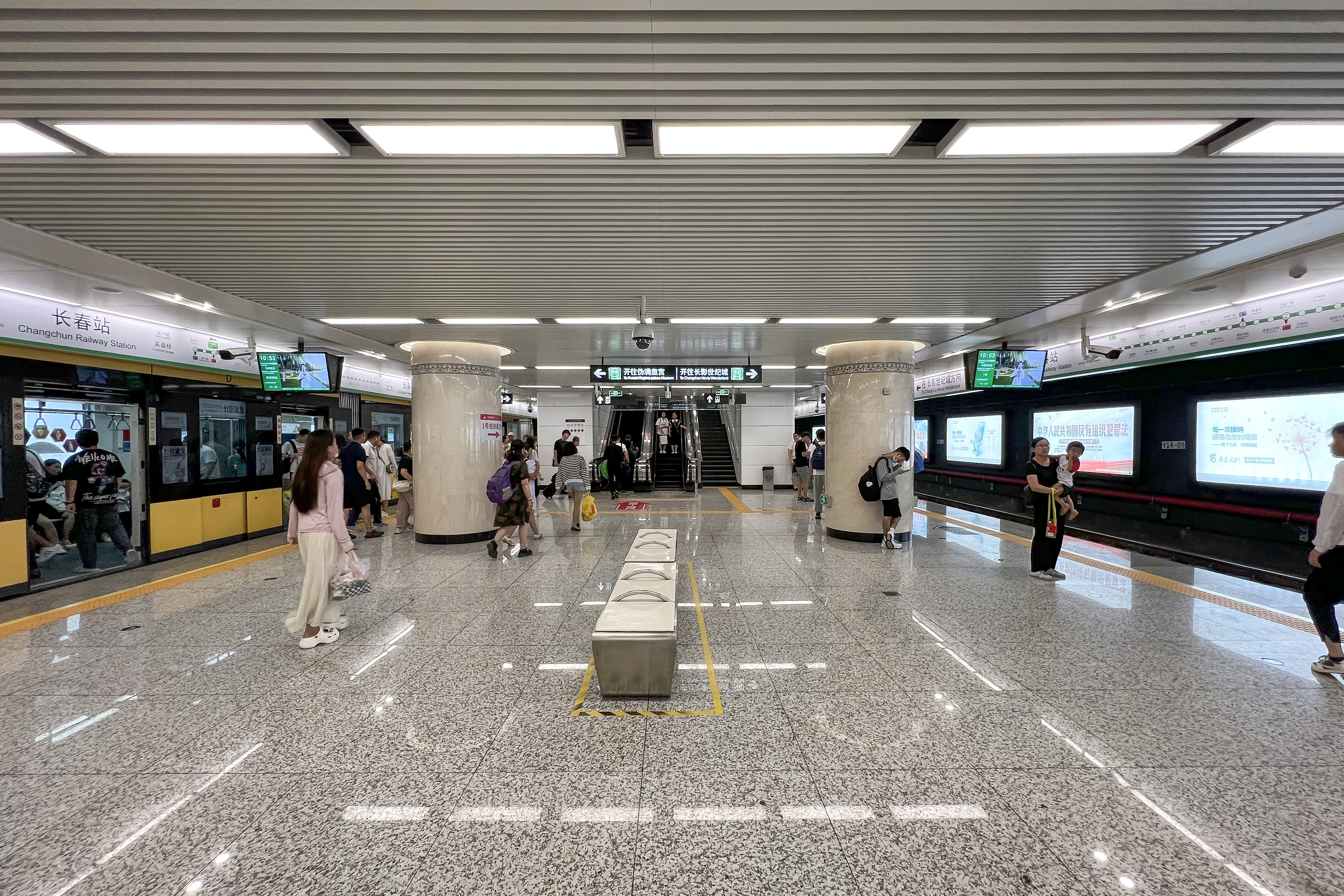
3号线站台

车站位于国铁长春站南站房前广场地下，为地下四层车站，地下一层为长春站南广场综合交通换乘中心大厅，连接长春站南北广场人行通道。地下二层为站厅层，地下三层为3号线站台层，呈东西向布置，站台未设屏蔽门，地下四层为1号线站台层，呈西北-东南向布置，站台设有全高屏蔽门。两线需经站厅换乘。

### 车站楼层
|                   |  | █ 3号线往长影世纪城（芙蓉桥） |
| 島式 · 開左邊车门 |  |                               |
|                   |  | █ 3号线往伪满皇宫（东广场）   |

|                   |  | █ 1号线往北环城路（长春站北） |
| 島式 · 開左邊车门 |  |                               |
|                   |  | █ 1号线往红嘴子（胜利公园）   |

### 车站出口
车站本身设置3个出入口，均位于站前广场北侧。另外，站厅出站后可通过扶梯通向长春站南广场综合交通换乘枢纽B1层。而该换乘枢纽也在胜利大街、人民大街、汉口大街、辽宁路沿线设置若干出入口。
|          |      |              |                  |  |
|          |      |              |                  |  |
| 出口编号 | 照片 | 出口指示     | 建议前往的目的地 |  |
| 出口 · A |      | 站前广场北侧 | 长春站           |  |
| 出口 · B |      | 站前广场北侧 | 长春站           |  |
| 出口 · C |      | 站前广场北侧 | 长春站           |  |

## 公交换乘
该车站周边是长春最大的换乘枢纽之一。有逾50条公交线路在此附近设置终点站或途径站。

## 歷史

### 3号线地面站台

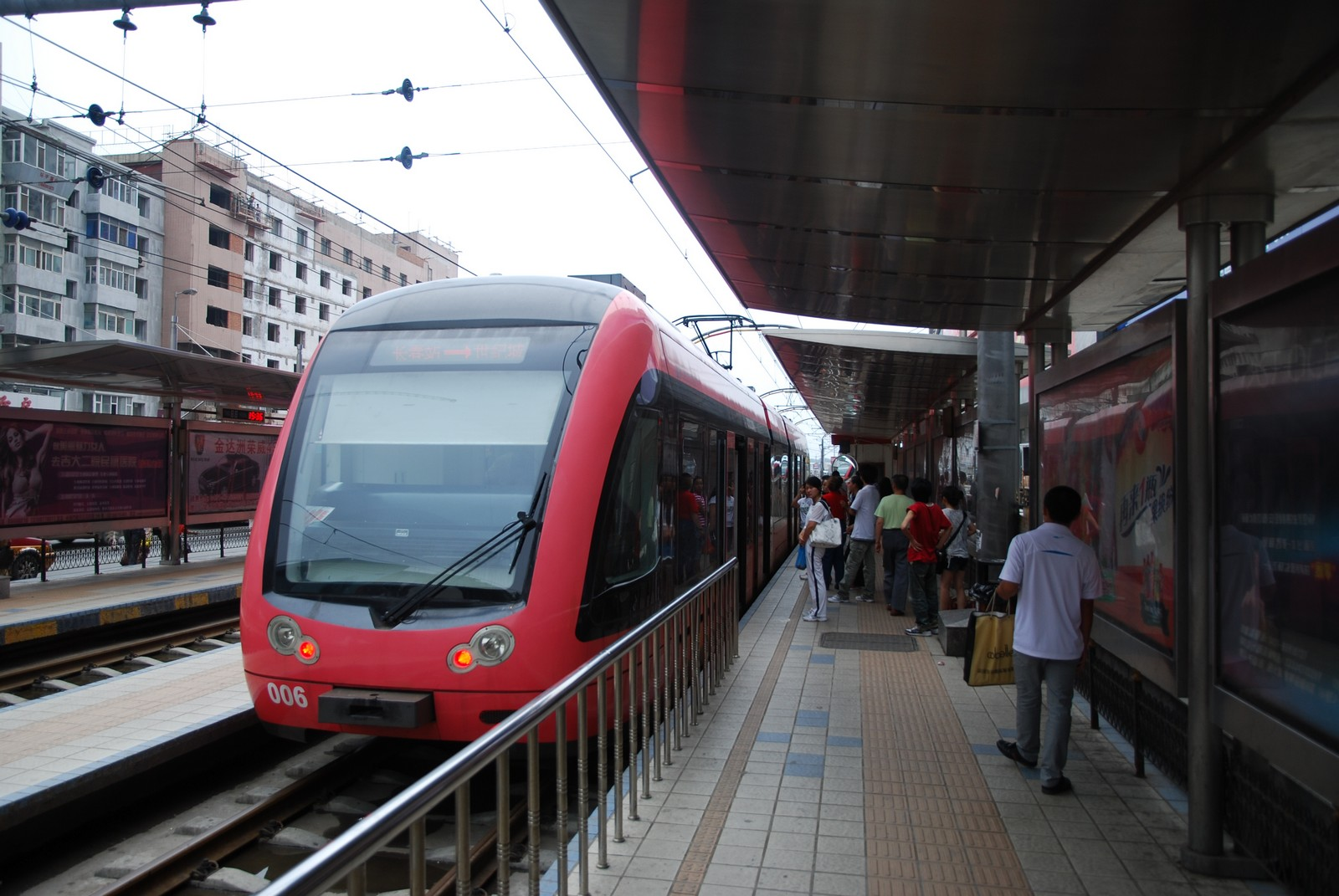
长春轻轨3号线旧长春站站台

本站原为3号线北端终点站，站台位于长春站南广场西侧春铁大厦与辽宁路之间，为地面一岛双侧类港湾式站台（北侧轨道尽头未设置站台），但实际仅使用北侧轨道进行上落客，南侧轨道为备用停车线。该地面车站与3号线一期多数车站相同，两侧侧式站台仅使用简易雨棚，岛式站台露天设置。车站北侧站台东侧设置进站简易站房，中部岛式站台与南侧站台东侧共同设置出站站房，站房部分直接建设于南侧轨道上方。另外，为应对长春站大客流情况，车站东侧中韩大厦南设置有独立售票厅。

长春轨道交通3号线地下化改造示意图

为配合3号线东延伸工程，3号线自西安桥站与芙蓉桥站区间起由地面逐渐进入地下，由原沿京哈铁路西侧地面行驶改至在辽宁路下方铺设，原北端长春站、辽宁路站、芙蓉桥站三个地面车站拆除，本站移动至现长春站南广场设置，并改为地下车站。2021年3月8日，为配合东延伸工程施工，本站3号线地面站台永久关闭，原有地面站台轨道及其他附属设施于2021年10月被拆除，原站址被释放为交通道路。
拆除前地面车站站台设置如下：
| G                 | 站台              | \| 側式 · 開右邊车门 \| 側式 · 開右邊车门 \| 側式 · 開右邊车门 \| 側式 · 開右邊车门 \| 側式 · 開右邊车门 \| 入口闸机 \| \| \| \| 3号线往长影世纪城（辽宁路） \| \| \| \| \| 島式 · 開左邊车门 \| \| \| \| \| \| \| \| \| 3号线临时停车线 \| \| \| 出口闸机 \| \| 側式 · 备用站台 \| \| \| \| \| \| |                   |                   |          |
| 側式 · 開右邊车门 | 側式 · 開右邊车门 | 側式 · 開右邊车门 | 側式 · 開右邊车门 | 側式 · 開右邊车门 | 入口闸机 |
|                   |                   | 3号线往长影世纪城（辽宁路） |                   |                   |          |
| 島式 · 開左邊车门 |                   | |                   |                   |          |
|                   |                   | 3号线临时停车线 |                   |                   | 出口闸机 |
| 側式 · 备用站台   |                   | |                   |                   |          |

### 车站历史
- 2002年10月30日 - 3号线地面站随一期通车开通运营[5]。
- 2019年1月26日 - 1号线本站开通运营[6]。
- 2021年
  - 3月8日 - 3号线地面站永久关闭[3]。
  - 12月31日 - 3号线地下站随3号线东延伸线通车开通运营，本站成为换乘车站[7]。